# Herval d'Oeste
Herval d'Oeste este un oraș în Santa Catarina (SC), Brazilia.